# Syncesia hawaiiensis
Syncesia hawaiiensis är en lavart som först beskrevs av Alexander Zahlbruckner, och fick sitt nu gällande namn av Tehler. Syncesia hawaiiensis ingår i släktet Syncesia och familjen Roccellaceae.   Inga underarter finns listade i Catalogue of Life.